# 小林純一
小林 純一（こばやし じゅんいち、1911年11月28日 - 1982年3月5日）は、日本の児童文学作家、童謡詩人。日本音楽著作権協会常務理事を務めた。

## 生涯
現在の東京都新宿区生まれ。本名は小林純一郎。中央大学経済学科を中退した。北原白秋に師事し、東京市、日本出版文化協会、日本少国民文化協会などに勤務しながら、第二次「赤い鳥」「チクタク」などに童謡を投稿した。戦後は文筆に専念した。日本童謡協会、日本児童文学者協会の設立に関与し、理事長、常任理事を務めた。
1971年に日本童謡賞功労賞、1979年に日本童謡賞、1978年に『少年詩集・茂作じいさん』で赤い鳥文学賞を受賞した。また没後の1982年に日本童謡賞特別賞、1995年に「小林純一・芥川也寸志遺作集 こどものうた」で日本童謡賞特別賞を受賞した。

## 著書
- 『太鼓が鳴る鳴る 少国民詩集』脇田和絵 紀元社 1943
- 『オイモノキャウダイ』中尾彰畫 教養社 1946
- 『太った博士 童謡集』初山滋畫 教養社 1947
- 『カッパの国』茂田井武絵 桜井書店 こどもかい文庫　1948
- 『りすのしんぱい 幼年絵入童話』中尾彰絵 川流堂書房 1948
- 『つるの恩返し』蕗谷虹児絵 講談社 1961 ゴールド版講談社の絵本
- 『のぐちひでよ』あらいごろう絵 ポプラ社 おはなし文庫 1962
- 『銀の触角 少年詩集』渡辺三郎絵 牧書店 1964
- 『はたらくじどうしゃ』小山泰治等絵 1971 小学館の保育絵本
- 『リンドバーク』古賀亜十夫絵 母と子の世界の伝記 集英社 1973
- 『のりものスピードくらべ』石田通絵 1974 小学館の保育絵本
- 『ひとりでできるよ』多田ヒロシ絵 国土社 1974 ルールくんの本
- 『みつばちぶんぶん』鈴木義治絵 1975 国土社の詩の本
- 『あいうえどうぶつえん』和田誠画 あい書房 1978 小林純一おはなしえほん
- 『きいろいりぼん』山本まつ子画 あい書房 1978 小林純一おはなし絵本
- 『ぎんのしずく』鈴木義治画 あい書房 1978 小林純一おはなしえほん
- 『くじらのくー』北田卓史画 あい書房 1978 小林純一おはなしえほん
- 『茂作じいさん』久保雅勇絵 教育出版センター 1978 少年少女のための詩集シリーズ
- 『もりのおんがく』岩村和朗画 あい書房 1978 小林純一おはなしえほん

### 編著
- 『世界の伝説』編 吉崎正巳絵 日本児童文庫刊行会 日本児童文庫 1957

### 紙芝居
- 『いい子をみつけた』坂本健三郎画 童心社 1962 よいこの十二カ月
- 『どうぶつオリンピック』田代寛哉画 童心社 1964 よいこの十二か月
- 『たんぼのなかの一けんや』脚本 田中武紫画 青木きみ展開指導 童心社 1968
- 『きらいなぼうし』山本まつ子画 子どもの文化研究所編 丸山春子指導展開 1971 童心社のかみしばい
- 『みんなってなあにあつまれってなあに』若山憲画 矢田あつ子展開指導 童心社 1980 よいこの十二か月

### 翻訳
- フランシス・ホジソン・バーネット『小公子』あらいごろう絵 ポプラ社 おはなし文庫 1962
- ローリングス原作『子鹿物語』少年少女世界の名作 世界文化社 1969
- ステーエフ原作『クリスマスのてがみ』脚色 高橋透画 童心社 1972
- ステーエフ『あひるちゃんとひよこちゃん』二俣英五郎絵 いかだ社 1973

### 記念文集
- 『種まく人びと 師を受けついで 「小林純一先生を偲ぶ会」記念文集』「小林純一先生を偲ぶ会」発起人一同 1994

## 作詞

### 童謡・民謡
- ジングル・ベル（鈴がなる）（作曲：ピアポント）
- 楽しいワルツ（作曲：ワルトトイフェル）
- のろのろでんでんむし（作曲：磯部俶）
- 一年生くん弟くん（作曲：磯部俶）
- みつばちぶんぶん（作曲：細谷一郎）
- 三つの海の歌（作曲：三善晃）
- つばめさん（作曲：山田和男）
- ティンティララ（作曲：石桁真礼生）
- 牧場のこうし（作曲：川口晃）
- あひるの行列（作曲：中田喜直）
- おそうじ（作曲：中田喜直）
- おひるねしましょう（作曲：中田喜直）
- かざぐるま（作曲：中田喜直）
- きんきんきんぎょ（作曲：中田喜直）
- チリンチリンじてんしゃ（作曲：中田喜直）
- はなのおくにのきしゃぽっぽ（作曲：中田喜直）
- もんく（作曲：中田喜直）
- ゆうらんバス（作曲：中田喜直）
- 雨だれ（作曲：中田喜直）
- 大きなたいこ（作曲：中田喜直）
- こじか（作曲：中田喜直）
- うたをうたううた（作曲：湯山昭）
- しましまのうた（作曲：湯山昭）
- たにし辛み唄（僻地嫁無譚）（作曲：湯山昭）
- 冬が来るんだな（作曲：湯山昭）
- 風も雪もともだちだ（作曲：ネルソン／ロリンズ）
- アビニョンの橋の上で（作曲：フランス民謡）
- かっこう（作曲：ドイツ民謡）
- ポンポンピアノ（作曲：ドイツ民謡）
- ゆかいなもっきん（作曲：不詳）
- 手をたたきましょう（作曲：不詳）
- 雪と子ども（作曲：ノルウェー民謡）
- ふるいもくば（作曲：ドイツ民謡）
- スケート（作曲：ドイツ民謡）
- 歌え野に出て（作曲：ドイツ民謡）
- 遠くの町（作曲：フランス民謡）

### 学校歌・園歌
- 赤穂市立赤穂西小学校（作曲：中田喜直）
- 足立区立弘道小学校校歌（作曲：中田喜直）
- 江戸川区立篠崎第三小学校校歌（作曲：中田喜直）
- 学校法人久光学園志のぶ幼稚園園歌（作曲：中田喜直）
- 葛飾区立上千葉小学校校歌（作曲：中田喜直）
- 葛飾区立綾南小学校校歌（作曲：中田喜直）
- 神奈川県立小田原城北工業高等学校校歌（作曲：湯山昭）
- 川口市立南鳩ヶ谷小学校校歌（作曲：中田喜直）
- 川口市立八幡木中学校校歌（作曲：中田喜直）
- 川越市立川越第一小学校校歌（作曲：中田喜直）
- 川越市立東中学校校歌（作曲：中田喜直）
- 川越市立高階南小学校校歌（作曲：中田喜直）
- 川崎市立今井小学校校歌（作曲：中田喜直）
- 川崎市立京町中学校校歌（作曲：磯部俶）
- 川崎市立大師小学校校歌（作曲：中田喜直）
- 菊川市立菊川西中学校校歌（作曲：市川都志春）
- 北区立赤羽台西小学校校歌（作曲：中田喜直）
- 甲府市立南西中学校校歌（作曲：中田喜直）
- 坂戸市立坂戸小学校校歌（作曲：中田喜直）
- 坂戸市立坂戸中学校校歌（作曲：中田喜直）
- 渋谷区立加計塚小学校校歌（作曲：中田一次）
- 聖徳学園幼稚園園歌（作曲：小谷肇）[2]
- 草加市立八幡小学校校歌（作曲：中田喜直）
- 高崎市立新町第二小学校校歌（作曲：中田喜直）
- 多治見市立多治見中学校校歌（作曲：中田喜直）
- 千葉市立弁天小学校校歌（作曲：中田喜直）
- 南房総市立千倉中学校校歌（作曲：市川都志春）
- 羽村市立羽村第二中学校校歌（作曲：中田喜直）
- 東村山市立青葉小学校校歌（作曲：川口晃）
- 藤沢市立鵠洋小学校校歌（作曲：磯部俶）
- 八街市立八街中学校校歌（作曲：中田喜直）